# Toto Tamuz
Toto Adaruns Tamuz Temile - em hebraico, טוטו אדיוראנס תמוז טמילה (Warri, 1 de abril de 1988) é um ex-futebolista israelense que atuava como atacante.

## Carreira
Revelado pelo Hapoel Petah Tikva, Tamuz estreou como profissional em 2005, contra o FC Ashdod, chamando a atenção depois de ter feito 2 gols no jogo. Em 2006, após assinar com o Beitar Jerusalém, teve que pedir vistos nos Países Baixos e na Romênia para acessar os campos de treinamento, uma vez que não possuía um passaporte israelense. Em 4 temporadas no Beitar, o atacante conquistou 5 títulos.
Tamuz ainda passou por Hapoel Tel Aviv, Ural, Petrolul Ploiești e Hunan Billows, chegando a ter uma segunda passagem por Hapoel (2017) e Petrolul (2018). Após tentativas malsucedidas de encontrar um novo clube, encerrou a carreira em 2019.

## Seleção Israelense
Embora radicado desde a infância em Israel, Tamuz não possuía a cidadania plena do país. Sua situação ficou indefinida até uma decisão do vice-ministro do Interior, Ruhama Avraham, conceder um visto provisório ao atacante. Tamuz ficou sem poder representar as seleções de base israelenses até receber a cidadania local, num processo que poderia durar 3 anos. Durante o período, foi pré-convocado para a seleção principal para os jogos contra Inglaterra e Estônia, em março de 2007. Em junho do mesmo ano, o atacante obteve a cidadania israelense juntamente com Roberto Colautti (nascido na Argentina) após os pedidos da dupla serem aceitos pelo ministro do Interior, Roni Bar-On.
Pela seleção principal de Israel, Tamuz disputou 10 jogos entre 2006 e 2007 e marcou dois gols, ambos contra Andorra, pelas eliminatórias da Eurocopa de 2008.

## Vida pessoal
Toto Tamuz é filho do ex-jogador Clement Temile, tendo se mudado para Israel em 1990, e primo de Omonigho e Frank Temile, que representaram a Nigéria ainda na base.

## Títulos
Beitar Jerusalém
- Campeonato Israelense: 2006–07, 2007–08
- Copa do Estado de Israel: 2007–08, 2008–09
- Taça Toto: 2009–10

Hapoel Tel Aviv
- Copa do Estado de Israel: 2010–11, 2011–12

### Individuais
- Artilheiro do Campeonato Israelense de 2010–11 (21 gols)